# Привреда Монголије
Економија Монголије се развија најдинамичније међу свим земљама света, република је можда најперспективније тржиште не само у сјевероисточној Азији, већ и у цијелом Азијско-Пацифичком региону  .
Стручњаци Свјетске банке, Међународног монетарног фонда, „Frontier Securities” и других међународних организација сврставају Монголију у једну од земаља које ће се у кратком року развијати најбржим темпом  . Према прогнозама стручњака Свјетске банке, у наредних десет година монголска економија ће расти у просјеку за 15% годишње  .
Тако је, према Државном комитету за статистику Монголије, на који се позива новинска агенција Синхуа, реални раст БДП- а земље у 2011. години износио је 17,3%, а номинални је чак достигао фантастичну цифру од 27,8%. Поређења ради: у Кини је иста цифра била 9,2%, у Индији 7,8%, а у Русији, према Федералној служби за државну статистику 4,3%.

## Основне информације
Иако већи број људи живи у градовима, привреда Монголије је концентрисана у индустријама као што су рударство и пољопривреда  . Минерални ресурси као што су бакар, угаљ, молибден, калај, волфрам и злато чине значајан дио индустријске производње земље  .
У 2012. години 39% становништва живјело је испод границе сиромаштва, а у 2013. години овај број је пао на 22,4%. 
У 2005. години приходи су износили 702 милиона $, а трошкови  651 милиона $. БДП по паритету куповне моћи био је 15,746 милијарди долара 2012. године  . Инфлација је 9,5% за 2005. годину.
Од 2008. до 2012. године економија је снажно расла, а БДП је порастао на 13 милијарди долара. У 2015. години извоз је износио око 600 милиона долара, а 2021. године приближно1,3 милијарде долара  .
БДП по глави становника је растао од 2042 $ у 2000. години на 6631 $ у 2014. години.
Свјетска банка предвиђа раст привреде Монголије у 2020. години за проближно 7%, у 2021. години за 6,5% БДП-а. Економија Монголије углавном зависи од рударске индустрије и износи 25% БДП-а, и износи 90% укупног прихода земље  .

### Структура БДП-а
У 2011. години, структура БДП-а Монголије је била сљедећа  :
| Индустрија                              | %     |
| рударство                               | 20%   |
| пољопривреда, шумарство, рибарство      | 16.6% |
| транспорт и складиштење                 | 13.9% |
| велепродаја и малопродаја               | 13.8% |
| прерађивачка индустрија                 | 7.2%  |
| некретнине                              | 5.2%  |
| информационе технологије и комуникације | 4.8%  |
| остало                                  | 18.6% |

### Запосленост
Радно способно становништво је 2003. године је обухватало 1,488 милиона људи. Незапослених је било 8.7% у 1994. години, 3.5% у 2003. години, 2.8% у 2008. години, 10.4% у 2013. години, 8.8% у 2014. години  .
Структура запослених  :
| Индустрија              | %    |
| пољопривреда/сточарство | 42%  |
| услуге                  | 29%  |
| трговина                | 14 % |
| производња              | 6%   |
| приватни сектор         | 5 %  |
| рударска индустрија     | 4 %  |
| друго                   | 3,7% |

## Природни ресурси
У погледу природних ресурса, Монголија је богата држава  .
У Монголији постоје 3 налазишта мрког угља (Налаика, Шарингол, Баганур)  .
На југу земље, у региону планинског ланца Таван Толгои, откривен је висококвалитетни угаљ ( Таван Толгои лежиште), чије геолошке резерве износе милијарде тона. Средња лежишта волфрама и флуорита су одавно позната и развијају се.
Руда бакра - молибдена довела је до стварања рударско-прерађивачке фабрике, око које је изграђен град Ерденет .
Земља такође има једно од највећих свјетских налазишта злата , Оју Толгои .
У 2012. години стручњаци примијећују посебно интересовање инвеститора за територије Монголије, од 70% земљишта ове земље геолози још нису проучавали  .

## Гране привреде

### Индустрија
Индустријски раст је био 4,1% у 2002. години . Главне индустрије су производња грађевинског материјала, текстила, вуне, сукна, овчијих капута, коже, прерада меса. Монголија заузима 2. место у свијету по производњи кашмирске вуне  .

#### Машинство
Машинство у Монголији се појавило релативно скоро, 2006. године, када је први тролејбус почео да опслужује путнике у Улан Батору – био је то први тролејбус у земљи, који су направили монголски инжењери и од тада је је остварен значајан напредак.
Од 2009. године компанија „Електротранспорт” производи дуобусе ЈЕА800-Е које су развили монголски дизајнери. Машине се извозе у Киргистан и Казахстан. Поруџбине за ово возило стигле су и из Чешке, Узбекистана и неколико земаља Азије  .
2012. године инжењери И. Енхтер, Ж. Адилбиш, О. Енхбаатар из националног авио-превозника MIAT Mongolian Airlines саставио је први монголски авион. Ова једносједа названа је „Сон-1“. Тренутно је на пробним летовима  .
Међутим, наставник монголског универзитета науке и технологије С. Манас је напоменуо да је изградња авиона са посадом веома скупа и да је специјализован за беспилотне летјелице. Његов „Џиновски клуб” има више од 80 активиста, а раде на пројекту беспилотних летјелица које могу да лете на висини од 200 до 400 метара и прате безбједност животне средине и екологије. Он сматра да масовна производња оваквих авиона може дати велики допринос монголској економији. Пројекат финансира држава  .
Бјелорусија и Монголија су се 2013. године договориле да оснују заједничко предузеће за производњу тракторске опреме  .
Такође, у Монголији постоји предузеће које се бави развојем жироплана и змајева  .
Производња трамваја на гуменим точковима планирала је да до 2018. године покрене монголска компанија „Електротранспорт”. Нови вид јавног превоза носиће назив „БРТ систем“. Такав друмски воз може да превезе од 300 до 450 путника у једном путовању. Планирано је издвајање 212 милиона долара за производњу новог вида путничког превоза који је спремна да обезбједи Азијска развојна банка  .

### Енергетика
Укупне енергетске резерве се процјењују на 1,917 милијарди тона (у еквиваленту угља)  . На крају 2019. године електропривреду земље, у складу са подацима ЕЕС ЕАЕЦ  карактеришу сљедећи показатељи: инсталисани нето капацитет електрана - 1486 МВ, укључујући: термоелектране на фосилна горива (ТЕ) - 81,4%, обновљиве изворе енергије (ОИЕ) — 18.6%. Бруто производња електричне енергије је 6900 милиона кВч, укључујући: ТЕ - 93,0%, ОИЕ - 7,0%. Финална потрошња електричне енергије је 6847 милиона кВч, од чега: индустрија - 62,1%, транспорт - 4.2%, кућни потрошачи - 24,0%, пољопривреда, шумарство и рибарство - 1.1%, остали потрошачи - 8,7%. Показатељи енергетске ефикасности за 2019. годину: потрошња бруто домаћег производа по становнику по паритету куповне моћи (у номиналним ценама) је 12.730 долара, потрошња електричне енергије по становнику (бруто) је 2077 кВч, потрошња електричне енергије по становнику по становништву је 498 кВч. Број сати коришћења инсталисаног нето капацитета електрана је 4064 сата.

### Пољопривреда
Због оштре континенталне климе Монголије, пољопривреда је и даље подложна природним катастрофама у виду јаке суше или хладноће . У земљи има мало обрадиве земље, али око 80% територије се користи као пашњак . Већина сеоског становништва се бави испашом стоке, коју чине овце, козе, говеда, коњи и камиле. Ово је једина држава у савременом свету у којој је главна индустрија номадско сточарство. Узгајају се овце, говеда, коњи и камиле; у планинским и тајга регионима - јаки и јелени. Монголија има више стоке по глави становника него било која друга земља на свијету. Укупно, више од 50 милиона грла стоке у 2015. години, Уз парадајз и лубеницу се узгајају и пшеница, кромпир и друго поврће .

#### Номадско сточарство
У 2000-им годинама дошло је до значајног смањења броја аратских сточара: са 389,8 хиљада људи 2004. године на 289,7 хиљада људи  . Сточарство пашњака и даље остаје важна привредна делатност. Према попису становништва из 2012. године у Монголији (од децембра 2012.) било је 40,9 милиона грла стоке: коња - 2330,4 хиљаде грла, говеда - 2584,6 хиљада грла, камила - 305,8 хиљада грла, оваца - 18 141,4 хиљада грла, оваца - 17 558,7 . главе.  . Последњих година дошло је до концентрације стоке у рукама малог броја породица: 2012. године било је 3630 пастирских породица, од којих је свака поседовала више од 1000 грла стоке  .
На основу закона о страним улагањима усвојеног 1990. године, грађани других држава су могли да посједују акције разних врста предузећа, од фирми са 100 одсто страног капитала до заједничких предузећа. Усвојени су нови закони у области опорезивања и банкарства, кредита и дуга. У мају 1991. године ступио је на снагу закон о приватизацији, по коме је државна имовина могла да пређе у руке „законописних“ грађана (односно оних који раније нису починили тешка кривична дела) који стално бораве у земљи. Сваки грађанин добија посебан инвестициони купон који се може купити, продати или поклонити било којој другој особи. Имаоци таквих купона постали су активни учесници специјалних аукција, путем којих је приватизована државна имовина. Касније, 1991. године, ликвидирана су „државна газдинства“ и задружна сточарска удружења, а почело је преношење земље и стоке у приватно власништво. Преко 98% стоке је приватно власништво.

#### Пољопривреда
Количина обрадивог земљишта у земљи је изузетно мала. У основи, ове територије су концентрисане око великих градова на сјеверу земље.

## Транспорт
Монголија има друмски, жељезнички, водени (ријечни) и ваздушни саобраћај.

### Жељезнички транспорт
Године 1915, монголски цар Богд Осми Жавзандамба је први пут издао декрет упућен министру Великог Хурала и члановима Хурала о развоју рударске индустрије и изградњи жељезнице .
У Монголији постоје двије главне жељезничке линије, жељезничка пруга Чојбалсан - Борзија повезује Монголију са Русијом, док Трансмонголска жељезница почиње од Транс-Сибирске железнице у Русији у граду Улан-Уде, прелази Монголију, пролази кроз Улан Батор и затим креће преко Замин-Ууде у Кину код Еренхота, гдје се придружује кинеском жељезничком систему  .
Монголска жељезница потиче од ускотрачне пруге у дужини од 43 километра, изграђене 1938. године од Улан Батора до рудника на станици Налаих .
Монголска жељезница повезује двије државе, Русију и Кину. Ово је најкраћи пут који повезује Азију и Европу.
Укупна дужина пруга у Монголији 2004. године је 1810 км.

### Аутомобилски путеви
Већина копнених путева у Монголији су шљунковити или неасфалтирани. Постоје асфалтирани путеви од Улан Батора до руске и кинеске границе и од Дархана . Укупна дужина аутопутева у 2002. години износила је 49.256 км. Од њих:
- Са тврдом подлогом - 8874 км.
- Без тврде подлоге - 40.376 км.

Тренутно се активно граде нови аутопутеви, модернизују се стари.

### Ваздушни саобраћај
У Монголији постоји око 80 аеродрома, али само 11 има поплочане писте.Распоред се често мијења због јаких вјетрова.  У Монголији постоји око 10 регистрованих авио-компанија које посједују укупно око 60 авиона и 30 хеликоптера.  Постоји и ваздушни такси . Ваздухопловство у земљи се активно развија. Граде се нови аеродроми међународних стандарда, модернизују стари.

### Водоводни системи и возни парк
Дужина пловних путева је 580 км. Ријеке Селенга, Орхон и језеро Хубсугул су доступне за пловидбу. Монголија је друга по величини држава (послије Казахстана ) по територији у свијету која нема директан излаз ни на један океан  . Међутим, то је није спријечило да региструје свој бродски регистар (The Mongolia Ship Registry Pte Ltd) у фебруару 2003. године . Тренутно више од 400 бродова већ плови под монголском заставом, а сваког мјесеца њихов број се повећава за око 10  .

### Туризам
У земљи постоји много хотела, популарност међу туристима расте. У Монголији постоје два скијалишта.
У 2012. години Монголију је посјетило 626 хиљада људи, од чега 457 хиљада страних туриста. Приходи од туризма износили су 282.000.000 долара.
Популарност Монголије међу туристима је порасла посљедњих година. У 2010. години број страних туриста који посећују Монголију порастао је за 11,4% у односу на исти показатељ 2009. године. Водећи страни туристи су држављани Кине, Русије, Јужне Кореје, Јапана и САД. Прате их туристи из Француске, Немачке и Аустралије. У периоду од 2011. до 2012. године број америчких туриста нагло је порастао. 
До 2015. Монголија планира да прими до милион страних туриста. У Монголији тренутно постоји око 650 туроператора  .
У 2019. години забиљежен је рекордан туристички ток са око 480 хиљада туриста, планирано је повећање на милион туриста и профит од милијарду долара годишње  .

## Међународна трговина

### Извоз
Концентрат бакра и молибдена, флуорит, кашмир, вуна, кожа, одјећа, кожна галантерија, месо су главне извозне робе. Подземно тло земље је богато минералним ресурсима, укључујући огромна налазишта угља, гвоздене руде, калаја, бакра, уранијума, нафте, цинка, молибдена, фосфора, волфрама, злата, флуорита и полудрагог камења.
У 2004. години извоз је износио 853 милиона долара.
У 2005. години извоз је ишао у: Кину - 48,1%, САД - 14,2%, Канаду - 11,6%, Велику Британију - 8,3%, Јужну Кореју - 6,2%.
У 2011. години географска структура монголског извоза је била следећа: Кина – 82%, Канада - 8%, земље ЕУ - 4%, Русија - 3%, Јужна Кореја - 1%, остале земље — 2%  .
Монголија је 2012. године почела да се не задовољава извозном зависношћу од Кине. С тим у вези, пише РБЦ, монголске власти су почеле да обустављају пројекте са овом државом. Један од разлога за то била је жеља кинеске алуминијумске компаније Chalco да стекне контролни пакет акција у једном од највећих добављача монголског угља у Кину. Владимир Грајворонски, сектор Монголије Института за оријенталистику Руске академије наука оциенио је одговор монголских власти као „демонстрацију незадовољства“. Уосталом, 2012. година је предизборна, што значи да власти можда желе да покажу бирачком тиелу да немају намјеру да расподјељују ресурсе  .
Извоз Монголије

### Увоз
Увозе се првенствено нафтни деривати, индустријска опрема, роба широке потрошње.
У 2004. години увоз је износио милијарду долара.
У 2005. години увезена је роба из: Русије - 34,5%, Кине - 27,4%, Јапана - 7,1%, Јужне Кореје - 5,3%.
Тренутно се Монголија постепено ослобађа зависности од увоза. На пример, прва рафинерија нафте у Монголији биће отворена у граду Дархан у блиској будућности.

## Телекомуникације
Сви хотели у Улан Батору имају центре са међународним телефонским, факс и интернет услугама.
Фиксне телефонске линије 142300 комада у 2004 . години. Мобилни претплатници - око 900000. 4 мобилна оператера: МобиКом ( ГСМ ), СкајТел ( ЦДМА ), УниТел (ГСМ) и Г Мобил (ЦДМА).
Радио станице:
- АМ-7,
- ФМ-62,
- кратки таласи - 3.

Телевизијске станице - 9. 18 регионалних репетитора.
Корисници интернета - око 900.000.

## Финансијски сектор
Новчана јединица земље је монголски тугрик . Курс 2405 тугрика=1 амерички долар (децембар 2015. године).
Валута се може замијенити у било ком хотелу. Већина банака прихвата кредитне картице (American Express, VISA, MasterCard, и JCB). Можете користити и путнички чек (Травел чек).
Монголска берза је отворена 1991. године.

## Приходи становништва
За 2017. минимална зарада била је 240 000 тугрика мјесечно, што је 97 америчких долара.
Монголска минимална плата је најнижа мјесечна и сатница коју послодавци имају законско право да исплаћују својим радницима у Монголији. Износ одређује монголска влада.
Од 2017. минимална зарада износи 240 000 ₮ мјесечно, или 98,75 долара. Повећање од последњег повећања минималне зараде 2013. године износило је 25 одсто   . У Монголији до 7% радно способног становништва прима минималну плату.
Просјечна плата у другом кварталу 2019. године била је 1161178 ₮ (435,06 долара) (бруто) и 936321 ₮ (350,81 долара) (нето). Од 1. јануара 2019. године минимална зарада износи 320000 ₮ (122,7 долара) (бруто) и 288 000 ₮ (110,43 долара) (нето).     Од 1. јануара 2020. године минимална зарада износи 420000 ₮ (160,51 долара) (бруто)  . Од 1. јануара 2023. године минимална зарада износи 550000 ₮ (156,29 долара)  .

## Линкови
На руском језику.

- Архивирано на веб-сајту  (11. април 2023)
- Архивирано на веб-сајту  (8. мај 2023)
- Архивирано на веб-сајту  (8. мај 2023)
- Архивирано на веб-сајту  (5. април 2019)
- Архивирано на веб-сајту  (6. мај 2023)
- Архивирано на веб-сајту  (20. октобар 2021)
- Архивирано на веб-сајту  (27. октобар 2020)
- Архивирано на веб-сајту  (6. мај 2023)
- Архивирано на веб-сајту  (6. мај 2023)
- Архивирано на веб-сајту  (15. март 2018)
- Архивирано на веб-сајту  (30. јануар 2018)
- Архивирано на веб-сајту  (6. мај 2023)